# Baráth Bálint
Baráth Bálint (Dunaújváros, 1983. május 24. –) magyar zongoraművész, zeneszerző.

## Élete
Orvos szülők gyermekeként született. Zenei érdeklődése korán megmutatkozott; sokat improvizált és zongorázni tanult szülővárosában, majd a kecskeméti Kodály Zoltán  Zeneművészeti Szakközépiskolában Gerhát László növendékeként. Ezután a győri Széchenyi István Egyetem Varga Tibor Zeneművészeti Intézet diákja lett, ahol mestere a japán származású Csoi Inszu zongoraművész volt, akitől nemcsak zongorázni, hanem a szó legteljesebb értelmében zenélni tanult meg. Tanulmányait a párizsi École Normale de Musique-ban fejezte be, Erik Berchot osztályában.
A Czövek Erna Alapfokú Művészeti Iskola volt zongoratanára. Jelenleg a Liszt Ferenc Zeneművészeti Egyetemen doktorandusz, a metakreativitás zenei megjelenéseit kutatja. Emellett kurzusokat és workshopokat is tart, célul tűzve ki a kortárs akusztikus és azelektronikus zene terjesztését és megértésének elősegítését.

## Művészete

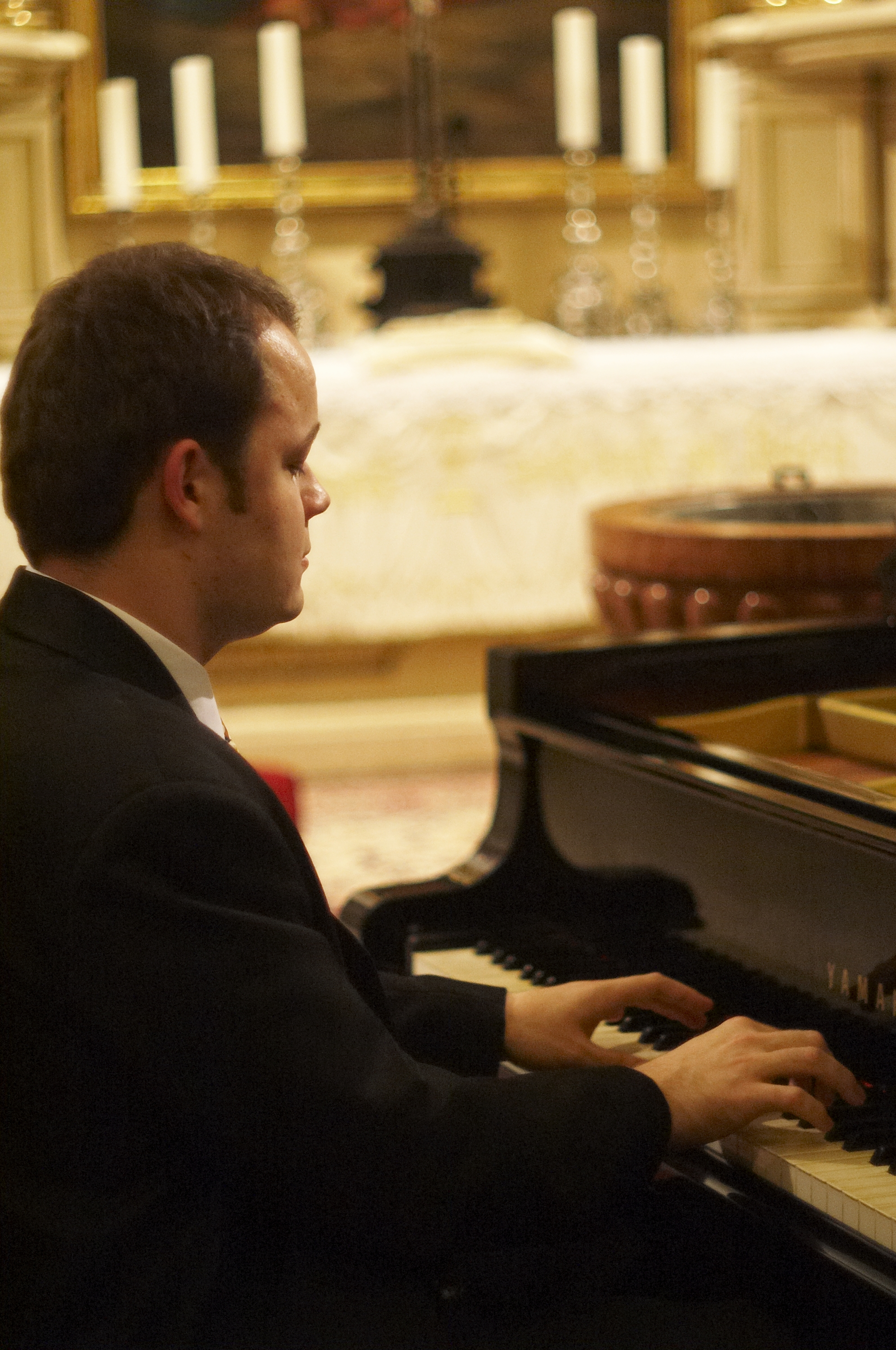
A győri Evangélikus templomban

Papírra vetett darabokat a konzervatórium utolsó évében kezdett el komponálni. A zeneszerzést mindig is igyekezett elválasztani a zongorázástól. Míg előadóként híven szolgálja a különböző korok eszméit és zenei megoldásait, műveiben az univerzális szellem személyre szabott világát törekszik hallhatóvá tenni. Az emberi teremtési folyamat szinte minden produktuma érdekli: legyen az egy geometriai gondolat, vagy egy szerteágazó polifón szövet, esetleg egy ősi népi hiedelem –, dallam – és ritmusvilága. A művészeti ágak pluralizmusában, egymásra utaltságában hisz, legyen az európai, illetve Európán kívüli kifejező eszköz. Kompozíciói forrását a jelenségek hatásában, valamint a kollektív tudattalan kimeríthetetlen mélységeiben keresi. Gondolkodását a fejlődés szolgálatába állítja, művészeti tevékenységét a szubjektum és az objektum kapcsolatának a lehető legmagasabb szintre emelése irányítja, illetve valósítja meg. Az ember metamorfózisa, lelkének felemelkedése darabjainak állandó témája, ezzel kapcsolatos, sajátos eszméi vezetik a formák kialakításában.
Műveiben az általa kifejlesztett mikroforma, vagyis mikroformális gondolkodás, mint összetartó erő adja a zenei egységet. Ennek a módszernek a lényege, hogy apró illetve kisebb, önálló zenei formákat helyez egymás mellé úgy, hogy a folyamat közben átvezetéseket és újabb, az előző formaegységekből képzett variációkat hoz létre, melyek egymásra reagálva alakítják az adott darab egybefüggő, nagy formáját. A polifón–homofón zeneszerzési technikákat ezen rendszer szerint alkalmazza, állandóan kísérletezve a megfelelő arány létrehozásán. 2014-től foglalkoztatja a variáció kiterjesztése a nagy formára (Habal Garmin), illetve a tételek közötti tematikára (Moder(n) Objects). Akusztikus hangszerekre írt darabjainak meghatározó eleme a forma és a karakter kapcsolata.
Elektronikus műveiben alkalmazza a mikrotonalitást, ezzel együtt a különböző, saját vagy régi mesterektől átvett és transzmutált hangolási rendszereket (pelog, werckmeister, Úd). A szintetizátorok, samplerek, effektek sokszínűsége újra és újra alkotásra készteti. Komputerzenéi sokszor táplálkoznak hangszeres műveiből, azok egyfajta továbbgondolásai, az akusztikus kódolás bevonásával létrejövő zenei allegóriák. Szintézistechnikái kísérletező jellegűek, a hang fizikai és percepción alapuló tulajdonságaiból vezethetők le (vektoriális fázistorzítás, nemlineáris felhang szekvencia). 2015-ben számos akusztikus hangszert és elektronikus alapot foglalkoztató darabot írt. Célja a kamarazenélés jellegét minél jobban megvalósítani ebben az összeállításban is, egyenlő rangra emelve a játékosokat és az őket kísérő szalagzenét. 2016-ban kezdett el foglalkozni élő elektronikát használó projektekkel, melyekben installációkat, darabokat és szoftverhangszereket készített eltérő összeállításokra. 2017-ben kezdett egy nagyívű elképzelés megvalósításába, melyben egy, a mesterséges intelligencián alapuló szoftvert készít, mely hangszereken megszólaltatott zenére élőben reagál, azt módosítja és visszacsatolja a zenei folyamatba. A végcél itt is a gép bevonása egy élő zenei folyamatba, de nem előre determinált módon, hanem az adott művelet aktív részeseként. Ugyanebben az évben érdeklődése a legteljesebb értelemben vett zenei hangszín változatos leképzési, modellezési és morfolási lehetőségei felé fordult. Eljárásai alapját az egyes hangok és hangszínek szerkezeteinek vizsgálata, majd tulajdonságainak összeadásával új hangszínek realizálása adják. Az analóg és a digitális hangkeltés eszközeit egyaránt használja, azonban vallja, hogy mindennek megvan a maga helye és hangzása.
Rendszeres közreműködője a képzőművészetet és a zeneművészetet összekapcsoló projekteknek, elsősorban a szobrászokkal együttműködve. Móder Rezső, Munkácsy Mihály-díjas szobrászművész zenélő szobraival és élő elektronikával tartott előadást a digitális jelfeldolgozás lehetőségeiről. Kalmár János szobrász Intervallum című kiállításának megnyitóján szonifikálta a szobrász Felemelkedés című szobrát, az alkotó és Dóra Attila közreműködésével. A zeneművészet és a szobrászat kapcsolatát az idő dimenziójában keresi, folytonosan kísérletet téve a két művészeti ág eltérő időkezelésének az összehangolására.
2015-ben a Mandel Róbert által alapított, a régi és az új hangszereket és zeneszerzési eljárásokat ötvöző Geneamus együttesbe lép melyben zeneszerző és előadó 2 évig.
2016-ban Palotás Gábor ral megalapította a "Marimbiano" nevű formációt. A duó létrehozásának célja egyfelől, hogy koncertjeiken bemutassák a marimba és a zongora hangszerek hasonlóságát, bizonyítva, hogy a két instrumentum méltó párja egymásnak, másfelől pedig, hogy korosztálytól függetlenül népszerűsítse az akusztikus, komolyzenei koncerteket egy olyan hangszer-összeállítással, amely a maga nemében kuriózumnak tekinthető. A marimba és a zongora párosa nemzetközi szinten is egyedülálló, kevés országban működik ilyen felállású duó. Technikai értelemben a marimba megszólaltatási módja a zongorát is az ütőhangszeres tulajdonságainak aláhúzása felé irányítja, mely újfajta hangzásképet ad, és ezáltal betekintést nyújt a közönségnek egy különleges hangszínvilágba. Az eddig létrejött koncertjeiken nagy hangsúlyt fektettek a közönség, és elsősorban a fiatalok tájékoztatására, az elhangzó darabok bemutatására és keletkezésük körülményeinek ismertetésére. Ugyanakkor annak a megértetésére is törekszenek, hogy két hangszerből is felépíthető egy zenei világ, bátorítva ezzel a fiatalok kamarazenei igényét és ösztönözve őket saját szárnyaik bontogatására.

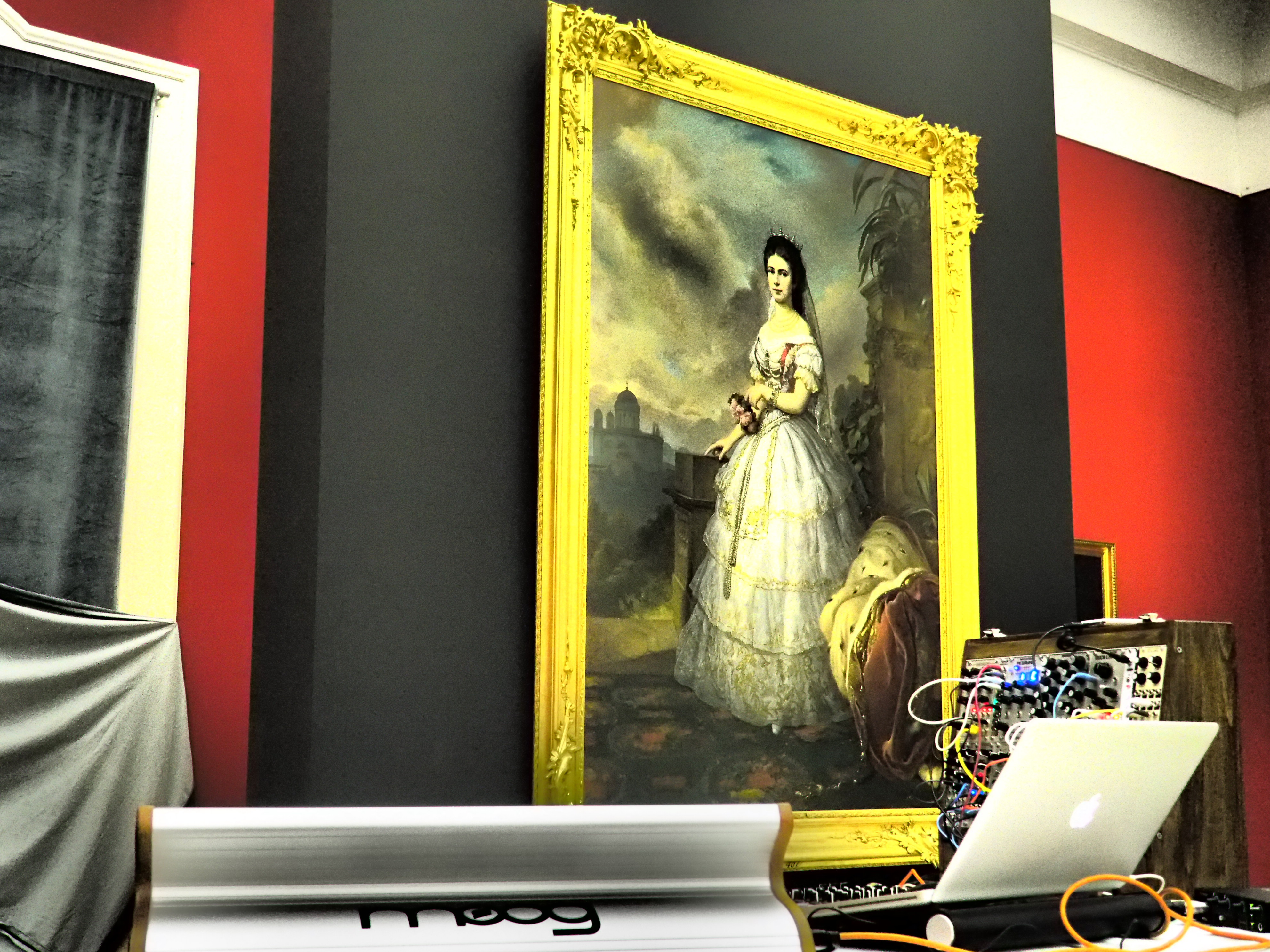
Queen with synths

2016-ban Bán Ildikóval, a Műcsarnokban megrendezett Az első aranykor című kiállítás megnyitójára egy koncertet szerveztek, melyen egy új műfajt mutattak be, melyet Opera dell’arte-nak neveztek el.
„Ezt a műfajt a commedia dell’arte-ból eredeztetjük, mivel azzal számos hasonlóságot mutat, de alapjaiban mégis különbözik. Itt nincs kerek történet, hanem asszociációkat hozunk létre kialakult vagy kialakított helyzetekre állapotok bemutatásával, azok láncba kötésével. A commedia dell'arte a színművészek játékára épül, ellenben az opera dell’arte a zeneművészek és táncművészek közös munkája, többnyire szavak nélkül, a közönséggel az előadók zenei- mozdulati gesztusokkal kommunikálnak. Előadásukat elektronikus zene egészíti ki, szerves egységben a bemutatott motívumokkal. A szereplőknek meghatározott karaktereik vannak, melyek azonban egymásba is nyúlhatnak, lehetnek egy karakter két megoldása. A színműnek vannak keretei, oszlopai, de az egyes pillérek között improvizált reagálás a jellemző. Ezt nevezhetjük kiterjesztett kamarazenének is, lévén közösen dolgozzuk ki a cselekményvázlatot, de a darab a színpadon nyeri el végleges formáját, sikere a résztvevők együttjátékán múlik.”

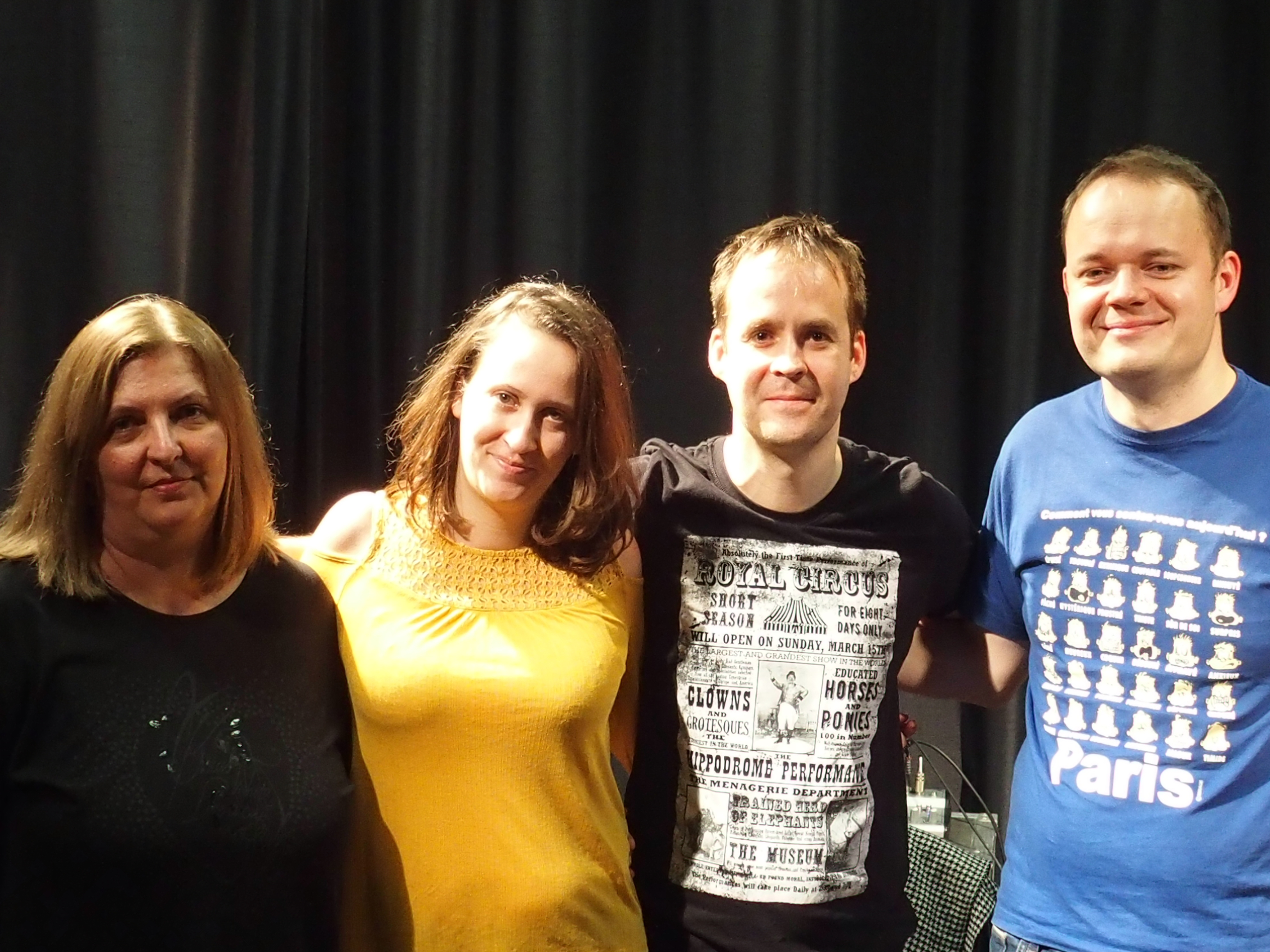
Neszmese

2017-ben Szigetvári Andreával, Hutvágner Évával és Farkas Erikkel útjára indította a Neszmese projektet. Ahogy Hutvágner Éva írja: „Az elektroakusztikus zene magyarországi alul-reprezentáltságára az interaktív elektronikus eszközök és a társművészetek bevonása adhatja meg a választ. Ezért hoztuk létre együttműködésünket, melyben, hiánypótló céllal, az elektro-akusztikus zenét igyekszünk népszerűsíteni. Ezen felül az általunk megcélzott közönség körében mindeddig egyáltalán nem volt lehetősége a közönségnek ilyen típusú zene hallgatására, annak ellenére, hogy a korosztály (a gyerekek és az ifjúsági korosztály) nyitottak erre.
A különböző zenei effekteket, zajokat egybegyúró hangokat a zenészek (Baráth Bálint, Szigetvári Andrea) a helyszínen játsszák, együttműködve a színésszel, a színpadi alkotófolyamat részeként. A folyamatos együttműködésben a közönség azt láthatja, amint a zenészek és a színész folyamatos, kreatív, "helyben alakított" mesét mond, állandóan megelőzve egymást a mese alakításával.”
2017-ben Bolcsó Bálint tal megalapítja a 4B duót, mely preparált zongorát és élő elektronikát foglalkoztat. A preparált zongora fura hibrid – sokkal inkább egy szabadon konfigurálható ütőhangszer, mint zongora. A hangszínek széles tárházának előállítására képes és ezzel méltó partnere a kaméleonként viselkedő elektronikának. A két hangszer összeeresztve nem mindennapos megszólalást eredményez.

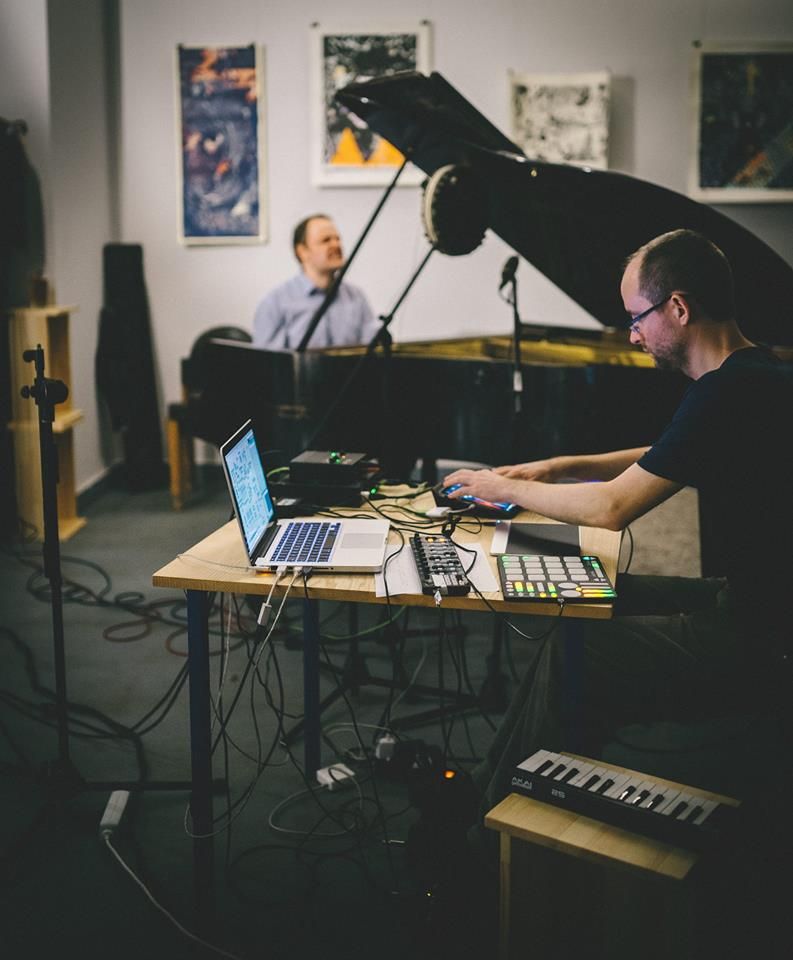
4B duo

Koncertjei és bemutatói három földrészen csendülnek fel, az Amerikai Egyesült Államoktól Japánig.